# Caherconnell
Caherconnell is een oud en opvallend goed bewaard gebleven Keltisch ringfort in de Burren, County Clare, Ierland. Het ligt ongeveer één kilometer ten zuiden van de Poulnabrone Dolmen aan de R480 van Kilnaboy naar Ballyvaughan.
Het fort is een van de vele stenen forten in County Clare. Vanwege de goede staat waarin het fort door de eeuwen heen bewaard is gebleven wordt het nu commercieel geëxploiteerd, onder meer met een bezoekerscentrum. Mede hierdoor wordt de toeristische druk op andere stenen forten verminderd.
Het vroegere gebruik van stenen forten is nog steeds onduidelijk, zodat er veel onderzoek plaatsvindt. Inmiddels is duidelijk dat de forten ook als woonstede dienden. De ouderdom van de forten varieert: er zijn steenforten aangetroffen uit zowel het jaar 500 als het jaar 1500 van onze jaartelling.